# Université Houari Boumédiène (métro d'Alger)
Université Houari Boumédiène est une future station de la ligne 1 du métro d'Alger. Actuellement en construction, il est prévu qu'elle soit mise en service en 2026. La station est située à l'entrée nord du campus de l'université de sciences et technologies Houari Boumédiène. Elle doit également desservir le quartier commercial d'El Djorf.

## Histoire
La station fait partie de l'extension B1  de la ligne 1 du métro d'Alger dont les travaux ont débuté en 2015.
Le tunnelier atteint la station le 1er octobre 2020.

Le chantier de construction en octobre 2021
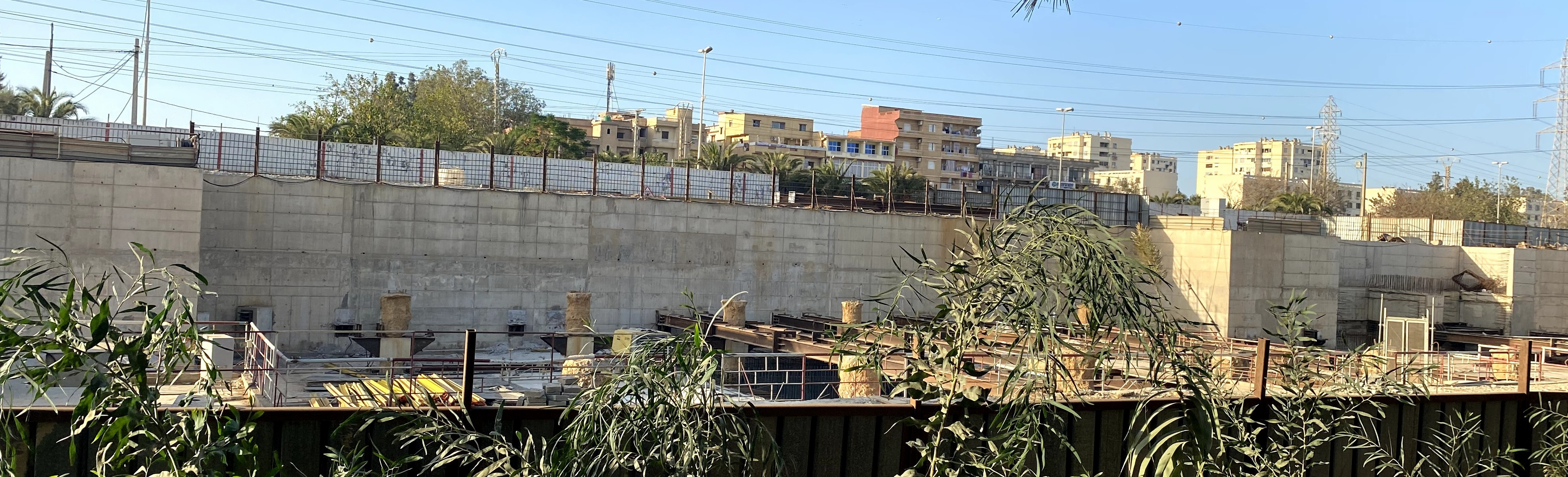
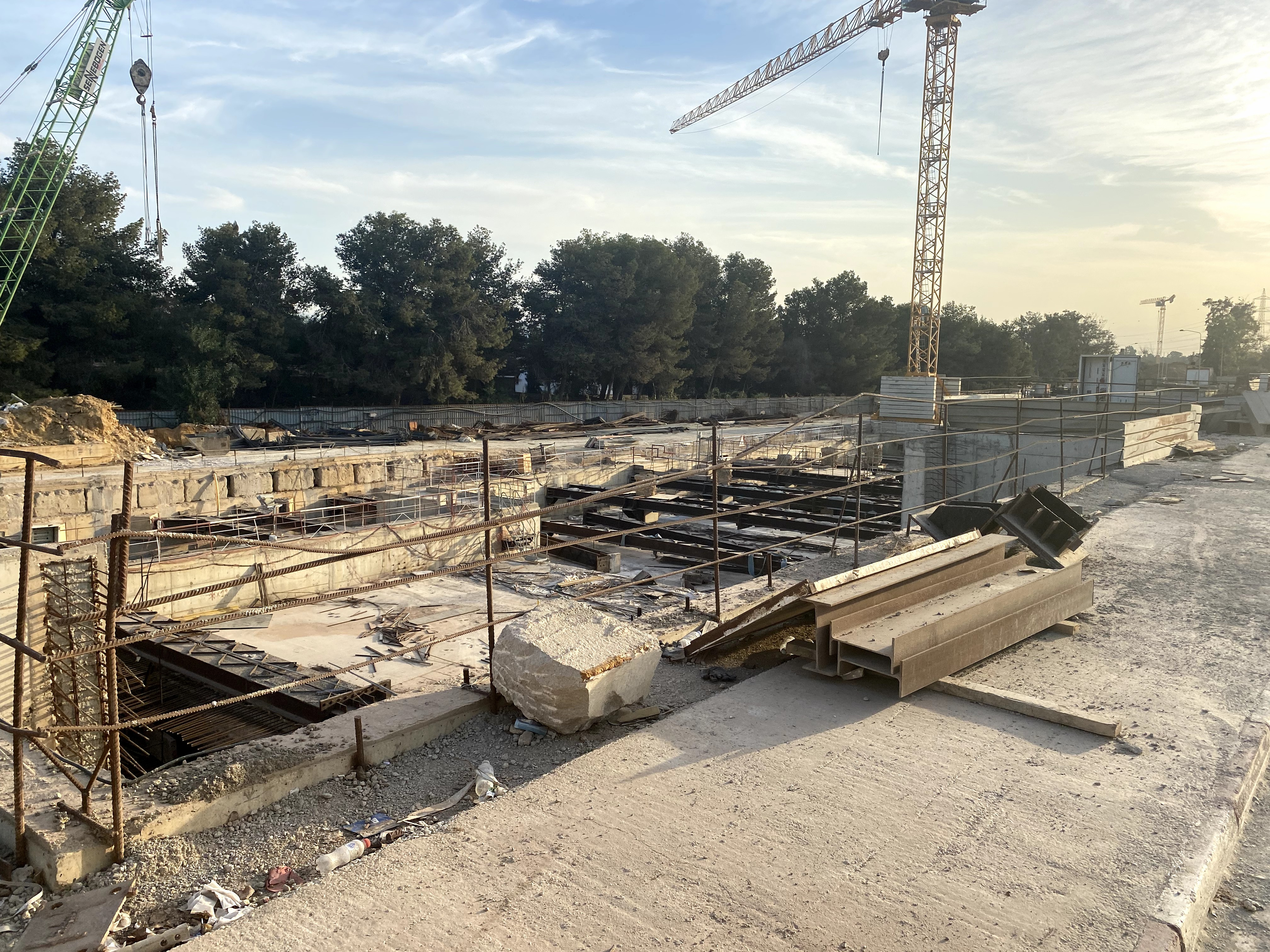

## Services aux voyageurs

### Accès et accueil
Il est prévu qu'elle dispose de deux accès et qu'elle soit équipée d'un ascenseur.

## À proximité
- Université des sciences et de la technologie Houari-Boumédiène
- Cité universitaire pour filles El Alia
- École nationale supérieure vétérinaire